# Hieronymus Wolf
Hyeronimus Wolf (Oettingen, 13. kolovoza 1516. – Augsburg, 8. listopada 1580.) bio je njemački humanistički povjesničar i filolog poznat po djelu Corpus Historiae Byzantinae, jednim od prvih koje je pokušalo dati prikaz povijesti srednjovjekovne Grčke i zahvaljujući kome se na Zapadu za Istočno Rimsko Carstvo počeo rabiti izraz Bizant. Zbog toga se često naziva i ocem bizantologije.

## Vanjske poveznice
- Zur Basler Isokrates-Ausgabe des Wolf  Arhivirana inačica izvorne stranice od 16. travnja 2023. (Wayback Machine)